# Batzoki de Deusto
El Batzoki de Deusto es una de las catorce sedes con que cuenta el Partido Nacionalista Vasco (PNV) en la capital vizcaína. El 6 de octubre de 1912 fue inaugurado el primer batzoki de Deusto. Se conservan testimonios gráficos de dicho acto con la presencia de Ramón de la Sota y Llano.

## Historia
El actual batzoki de Deusto fue reinaugurado el 19 de marzo de 1978 en el número 5 de la calle anteriormente denominada Felipe Sanz Paracuellos, que cambió su nombre al de Heliodoro de la Torre, nacionalista vasco originario del barrio. De este modo Deusto volvía a contar con una sede del PNV.
Era el día de San José cuando el local abría sus puertas con la presencia de Juan de Ajuriaguerra. El día estaba especialmente escogido, no en balde en Deusto siempre se ha celebrado el día de San José, siendo tradicional la romería que tenía lugar en la localidad, una de las primeras del año, en la que miles las personas se acercaban a la anteiglesia tomatera a comer cordero asado, aunque fuera vigilia, ya que si así sucedía y aunque fuera Jueves Santo, se conseguía, a través de la parroquia, la dispensa oportuna. 
Con ese acto culminaba el deseo de los seguidores del partido, que desde hacía tres años se afanaban por crear un centro nacionalista continuador de los habidos anteriores a la guerra. A mediados de 1975, el posteriormente Diputado General de Vizcaya, Josu Bergara, recibió el encargo de Luis Maria Retolaza de crear en Deusto una Agrupación Municipal y de actuar y buscar personas que pudieran constituir la base de la organización nacionalista vasca. Para dicha tarea se le brindó todo el apoyo del EBB, que en aquel momento funcionaba en plena clandestinidad. 
La primera Gestora Municipal, se hizo cuando estuvieron seis personas comprometidas en la puesta en marcha de la organización del Partido en Deusto, en el mes de noviembre de 1975, siendo designados Javier Amezaga como presidente y Josu Bergara como secretario, dicha reunión se celebró en un bar y como dato curioso significativo de la precariedad del momento, cabe destacar que los nombres y los cargos se anotaron en una servilleta de papel del bar.
Continuaron los contactos y las reuniones, algunas de ellas en la Ribera de Deusto en otro bar. El objetivo era contactar con la ikastola de San Felicísimo y lograr la adhesión de nacionalistas al proyecto, ya que la iniciativa no prosperaba como se creía porque había todavía recelo a la recién instaurada democracia; por ello se recibieron algunas negativas. Al final se logró y el grupo fue haciéndose cada vez mayor.
A mediados del año 1976, en junio, se decidió, en vista de que la propuesta cuajaba, reunir una asamblea, la primera, para constituir la organización y elegir la primera junta municipal de forma democrática. Para ello se celebró un encuentro en unos locales más amplios de la iglesia de San Pablo, en la ribera de Deusto. A esta asamblea asistieron 56 personas y Josu Bergara fue elegido como primer presidente de la Junta Municipal. A partir de entonces la Junta se reunió al principio en los locales de San Pablo y luego en la oficina de Iñaki Kalzada. Se empezaron a debatir las ponencias en asambleas y para ello se reunían en unos locales más amplios de los PP. Pasionistas.
En noviembre de 1976 se hizo el primer reparto de carnets y en diciembre se celebró el primer gran mitin del PNV en Deusto que tuvo lugar en el salón de actos de los Padres Salesianos, al que asistieron más de 600 personas que abarrotaron el salón. Hablaron Alfredo Etxabe, Juan José Pujana y Xabier Arzalluz.
En mayo de 1977 empezaron los primeros esfuerzos para conseguir un local para el batzoki, que culminarían quince meses después, el 19 de marzo de 1978, con la apertura de las actuales instalaciones. Como sede de la Junta Municipal del PNV en Deusto, acoge las reuniones de la directiva nacionalista vasca en el barrio así como de las diferentes comisiones. Además se llevan a cabo actividades culturales como la impartición de clases de euskera, conferencias políticas o el uso de su biblioteca.
- Datos: Q5723651